# Estnische Badmintonmeisterschaft 2001
Die Estnische Badmintonmeisterschaft 2001 fand vom 4. bis zum 5. Februar 2001 in Tartu statt. Es war die 37. Austragung der Titelkämpfe.

## Medaillengewinner
| Disziplin    | Gold                        | Silber                     | Bronze                      |
| ------------ | --------------------------- | -------------------------- | --------------------------- |
| Herreneinzel | Heiki Sorge                 | Meelis Maiste              | Indrek Küüts                |
| Dameneinzel  | Kati Tolmoff                | Piret Hamer                | Kai-Riin Saluste            |
| Herrendoppel | Heiki Sorge Peeter Munitsõn | Meelis Maiste Indrek Küüts | Andres Aru Sven Kavald      |
| Damendoppel  | Kati Tolmoff Piret Hamer    | Kairi Saks Kati Kraaving   | Kai-Riin Saluste Kelli Vilu |
| Mixed        | Heiki Sorge Liina Tolmoff   | Meelis Maiste Kairi Saks   | Peeter Randväli Eve Jugandi |